# Nina Alexandrowna Friede
Antonina Alexandrowna Friede (russe : Фриде, Нина Александровна), connue comme Nina Friede ou Fride, née le 22 [a.s. 10] janvier 1859 à Saint-Pétersbourg et morte le 16 mars 1942 à Leningrad est une chanteuse d'opéra et de concert russe et soviétique (mezzo-soprano, contralto), professeure de chant.

## Biographie
Nina Alexandrowna Friede la fille du général d'artillerie Alexandre Yakovlevitch Friede (ru). Elle fait ses études au collège princesse Obolenskaïa et étudie d'abord la musique avec sa mère, élève d'Anton Rubinstein; puis en 1877, au conservatoire de Saint-Pétersbourg dans la classe de piano de Karel van Ark (de). Sa voix est découverte trois ans plus tard par le célèbre violoncelliste Karl Davidov, alors directeur du conservatoire. Sur ses conseils, elle intègre, au printemps 1880, la classe de chant de Natalia Iretskaïa. À l'automne 1880, elle se perfectionne avec Mathilde Marchesi à Vienne (1880-1881),, ; Marchesi considère Nina Friede comme l'une de ses meilleures élèves. Elle se perfectionne avec Gilbert Duprez à Paris (1881-1882).
En 1882, lors du récital annuel des élèves de Marchesi, Nina Friede est engagée par l'impresario Galletti pour quatorze représentations au Teatro Niccolini à Florence où le 18 octobre 1882, elle fait ses débuts dans le rôle de Pierretto dans Linda di Chamounix de Gaetano Donizetti. Elle y chante également le rôle de Trusillo dans Hermosa de Bracco.
En décembre 1882, à l'issue de son engagement, elle reçoit un contrat pour jouer le rôle du page dans Les Huguenots et La Cieca dans La Gioconda au Grand théâtre du Liceu à Barcelone,. Pendant son séjour en Espagne, elle profite de l'occasion pour prendre des cours de chant auprès de Giorgio Ronconi, au conservatoire de Madrid. En février 1883, elle chante à Vienne, à Florence au Teatro Nuovo ; Elle étudie aussi avec le professeur A. Buzzi à Milan.
En 1883, de retour en Russie, elle donne des concerts à Tiflis , Kislovodsk , Vladikavkaz , Piatigorsk et Bakou , puis en 1883-1884, à Moscou et à Saint-Pétersbourg.
En 1884-1891, 1895-1903 et 1914, elle est soliste du Théâtre Mariinsky où elle fait ses débuts dans le rôle d'Amneris dans Aida de Verdi le 16 avril 1884. Elle chante à Madrid, où elle se forme également avec Giorgio Ronconi, à Barcelone et à Lisbonne en 1884, à Tiflis en 1884 et 1885, à Revel (1885), à Paris (1888, 1894), à Odessa et Vladimir (1889), à Moscou (1890 et 1891); Elle joue Anne Boleyn dans Henry VIII de Saint-Saëns, au Théâtre Bolchoï, en 1898, à Varsovie (1891, 1892), à Monte-Carlo et Nice (1894), à Riga (1898). Elle est formée par S. Bucks (Paris, 1887) et Mme Richard (1895).
Le 27 mai 1896, elle est choisie pour prendre part aux Solemn cantata, au palais Granovtaïa de Moscou, le jour du couronnement de l'empereur Nicolas II.
En 1902, elle reçoit la distinction de soliste de Sa Majesté impériale.
Pendant la Première Guerre mondiale, elle est infirmière dans l'armée.
Après la Révolution russe, en 1921, elle enseigne au Conservatoire de Pétrograd. À partir de 1920, elle vit à Louga ; elle enseigne au collège pédagogique et à l'école de musique et de théâtre, elle organise et anime des stages d'hiver pour des instructeurs-chanteurs parmi les kolkhoziens. Avec ses élèves, elle met en scène des extraits d'opéras : Eugène Onéguine, Mazeppa et La Dame de Pique de Tchaïkovski, Samson et Dalila de Saint-Saëns, Kroaterinden de Otto Dütsch (en), Aida de Verdi, La Fiancée du tsar de Rimsky-Korsakov.
En 1940, elle participe à une session consacrée au centième anniversaire de la naissance de Tchaïkovski. À partir de 1941, elle vit à Léningrad.

## Création
- 1885 : Cordelia, opéra de Nicolai Soloviev, Andreino, création le 21 novembre au théâtre Mariinsky
- 1885 : Carmen de Bizet, première au théâtre Mariinsky, Mercédès.
- 1885 : Manon de Massenet, première en Russie, Zhavotta
- 1890 : La Dame de pique, opéra de Piotr Ilitch Tchaïkovski, création le 19 décembre 1890 au théâtre Mariinsky, Milovzor[6].
- 1895 : Le Mariage secret de Domenico Cimarosa, première en Russie, Fidalma
- 1897 : Hansel et Gretel de E. Humperdinck, première au théâtre Mariinsky,
- 1899 : La Vengeance de Cupidon (Месть Амура), opéra d'Alexander Taneyev, Philipp.
- 1899 : Les Contes d'Hoffmann de J. Offenbach, première au théâtre Mariinsky, Nicklausse
- 1901 : Sadko, opéra de Rimsky-Korsakoff, première au théâtre Mariinsky, 26 janvier, Lioubava Bouslaevna.
- 1901 : Les Noces de Figaro de W. A. Mozart, première au théâtre Mariinsky, Marcelina

## Enregistrements
Elle a fait quelques enregistrements en 1903 pour Columbia.
Sa voix peut être écoutée sur l'album d'anthologie The Record of Singing Volume I (1899-1919).